# Félix Pita Rodríguez
Félix Pita Rodríguez (Bejucal, La Habana (Cuba), 18 de febrero de 1909 - La Habana, 19 de octubre de 1990) fue un escritor, poeta, periodista, narrador y crítico literario cubano.

## Obra Narrativa y Poética
Escritor de libros como San Abul de Montecallado, 1945, Corcel de Fuego, 1948, Tobías, 1955 ,  Las Crónicas. Poesía bajo Consigna, 1961, Las Noches, 1964, Historia tan Natural, 1971, Niños de Vietnam, 1974, Poesía y Prosa 1976, La Pipa de Cerezo, 1987 entre otros.

## Premios y Jurados
Laureado en 1946 con el premio internacional «Hernández Catá» con su relato Cosme y Damián, Fue Vicepresidente de la Unión Nacional de Escritores de Cuba y Presidente de su Sección de Literatura, miembro del jurado de los principales concursos nacionales e internacionales como el Premio Casa de las Américas y el auspiciado por la Unión Nacional de Escritores Cubanos (UNEAC).

En 1985, como reconocimiento a la totalidad de su obra, obtuvo el Premio Nacional de Literatura, y en 1986 el Premio de la Crítica por su libro De sueños y memorias.

Por su señalada contribución a la cultura nacional le fueron conferidas la distinción Por la Cultura Nacional y la orden Félix Varela

## Valoraciones críticas
«Por eso, por ser tan buen poeta, es Pita Rodríguez tan buen cuentista. Un narrador lírico de hondo realismo, cuya prosa es relato y poema, virtud que la sitúa entre las de mayor rango en nuestro idioma, quiere decir el de Cuba y el de España.» (Nicolás Guillén)

«Hay en Tobías relatos excelentes y algunos, como el que abre el libro, realmente antológico. Muy pocas veces se ha llegado en nuestra lengua a cosa tan lograda. Te felicito mucho por ello.» (Juan Marinello)

«¿Será posible que se pueda hoy leer por gusto un libro como éste Historia tan natural? Claro que será posible. Destápesele ya y siéntase que buen aroma tiene.» (Eliseo Diego)

«En su poesía, en sus cuentos, en sus crónicas ágiles, en sus poemáticas biografías, en toda la brillante producción de este gran artista de la pluma florece siempre la experiencia de su fecunda y aventurera vida. Así ha vivido y así ha soñado.» (Regino Pedroso)

«Su poesía responde a la carencia de normas fijas en su expresión, que lo convierte en un poeta cercano a la escuela surrealista, quizás el único cubano que podemos señalar como representante de tal movimiento.» (Roberto Fernández Retamar)

«A la poesía cubana – a esa dimensión trascendente de nuestra vivencia nacional- hacía falta, desde hace tiempo, este libro Corcel de fuego de Félix Pita Rodríguez.» (Ángel Augier)